# Vasco Martins de Melo, alcaide-mor de Évora e Castelo de Vide
Vasco Martins de Melo (c. 1390 – março de 1459) foi um nobre cavaleiro do Reino de Portugal. Exerceu o cargo de Alcaide-mor na cidade de Évora e de Castelo de Vide.

## Biografia
Foi um nobre cavaleiro da casa real e alcaide-mor de Évora e de Castelo de Vide, após a morte de seu pai.
Ainda como escudeiro de D. João foi uma das testemunhas que assinaram em Almeirim, em 27 de janeiro de 1432, o instrumento de ratificação do tratado de paz celebrado com o Reino de Castela em 30 de Outubro de 1431. O Rei Afonso V em 5 de maio de 1439 confirmou-lhe  a tença de 1 000 000 de libras que foi dado pelo falecido Rei D. Duarte.
Nas Cortes de Lisboa de 1439, no lugar de Albergaria, cerca de Albito, foi formulado algumas acusações com este fidalgo e seus irmãos, por alguns abusos quando estes descansavam nessa localidade.
Durante a campanha militar iniciada pelo infante D. Pedro e por seus irmãos contra os partidários de D. Leonor, o Rei pediu para que fosse emissário da regência a fim de conseguir a rendição da Fortaleza do Castelo do Crato, cujo alcaide era seu cunhado Gonçalo da Silveira. Depois de uma tentativa infrutífera, conseguiu completar sua missão com a entrega do Castelo. Temendo a regência a invasão do Reino de Castela, o Rei nomeou-o no dia 26 de dezembro de 1443 para o cargo de fronteiro no mesmo castelo.
A partir de 1450, passa a receber 28 571 reais brancos, o que constitui uma prova de sua fidelidade ao Rei e de sua possível participação na Batalha de Alfarrobeira, que não tem como confirmar pela falta de dados. Anos depois, passa a receber a tença anual de 15 000 reais brancos.
Esteve presente na cerimônia de juramento do príncipe herdeiro D. João I, celebrada em Lisboa em 25 de junho de 1455.  Acompanhou o Rei na tomada de Alcácer Cegue em 1458. Faleceu provavelmente antes de 23 de março de 1459, data em que seu filho Vasco Martins de Mello, o moço, foi nomeado Alcaide-mor de Castelo de Vide.

## Relações familiares
Foi filho de Martim Afonso de Melo, senhor de Arega e Barbacena, (c. 1360 – fevereiro de 1432) e de Briolanja de Sousa, (c.1370 - depois de 13 de janeiro de 1441) filha de Martim Afonso de Sousa, 2.º senhor de Mortágua (1341 -?), 2.º senhor de Mortágua, “o da Batalha Real” e de Maria de Briteiros.
Casou por duas vezes, o primeiro casamento com Beatriz de Azevedo (c. 1400 -) filha de João Lopes de Azevedo, 2° senhor de Aguiar de Pena e de São João de Rei de D. Leonor de Leitão, de quem teve:
1. Fernão de Melo, alcaide-mor de Évora casado com Constança de Castro, filha de Dom Álvaro de Castro e de Isabel Pereira, Fernão faleceu depois de 1480;
2. João de Melo, alcaide-mor de Setúbal, comendador de Casével da Ordem de Santiago, foi casado por três vezes a primeira com Leonor de Siqueira, após a morte de Leonor casou com D. Beatriz de Brito e depois da morte desta, foi casado com Genebra de Mello;
3. Mécia de Melo, casada com Vasco Fernandes de Sampaio, 3° senhor de Vila Flor e Chacim e alcaide-mor de Torre de Moncorvo;

O segundo casamento foi com Isabel da Silveira, filha de Nuno Martins da Silveira.  Tiveram:
1. Vasco Martins de Melo, o moço, alcaide-mor de Évora e de Castelo Branco, casado com Isabel Pereira;
2. Genebra de Melo, casada com Duarte Furtado de Mendonça, comendador de Torrão na ordem de Santiago;
3. Beatriz de Mello, casada com João Mendes de Oliveira;
4. Catarina de Melo, a Rainha da Pedra, casada com D. João de Lima, 2° visconde de Vila Nova após a morte deste, casada em segundas núpcias com D. Álvaro de Almada;